# Đồng hồ vạn năng

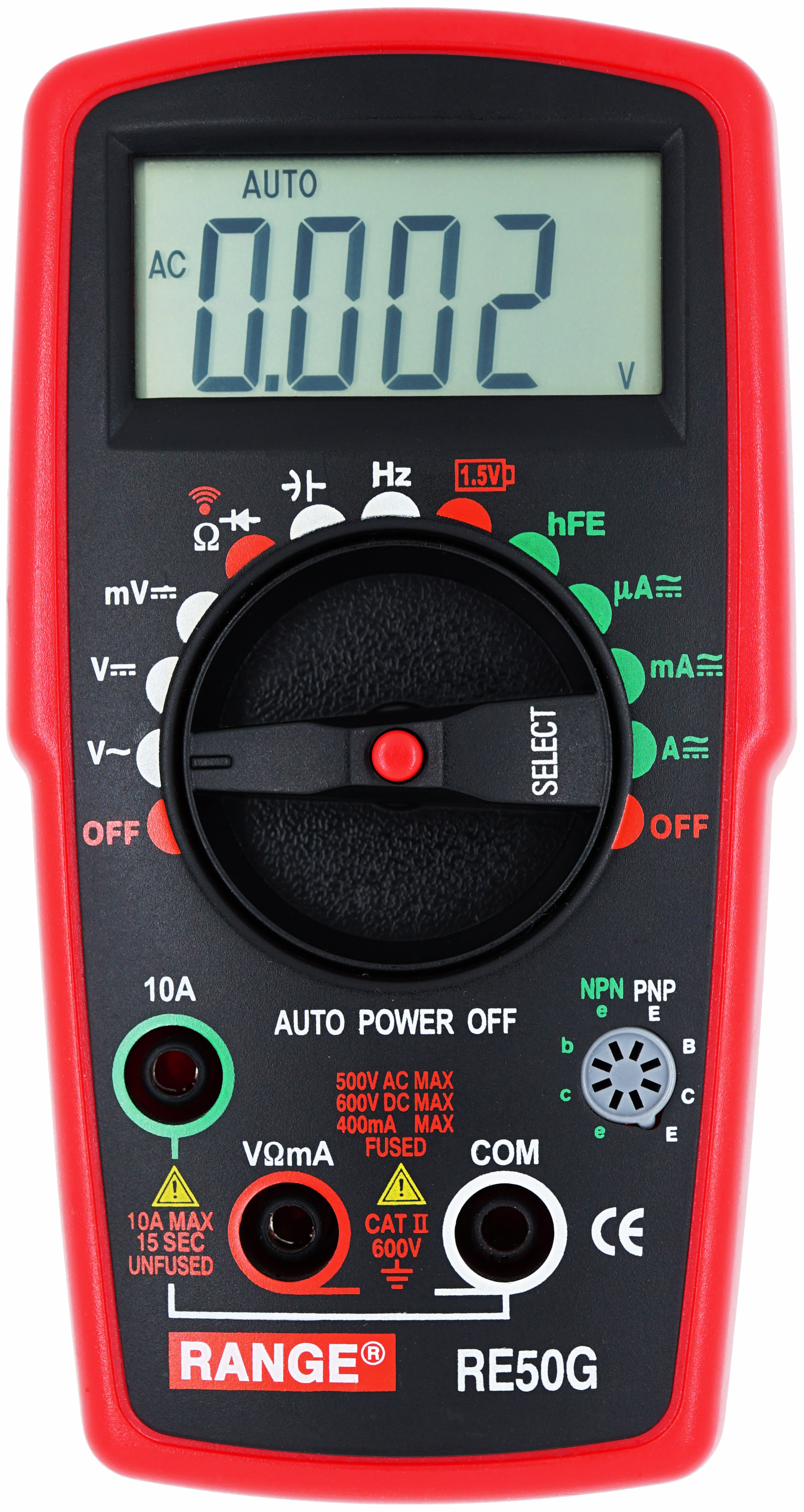
Một vạn năng kế điện tử tự động chọn thang đo

Đồng hồ vạn năng hay vạn năng kế là một dụng cụ đo lường điện có nhiều chức năng, nhỏ gọn dùng cho đo kiểm tra mạch điện hoặc mạch điện tử.
Các đồng hồ vạn năng trước đây có 3 chức năng cơ bản là ampe kế, vôn kế, và ôm kế nên còn gọi là AVO-mét. Sau đó cỡ những năm 1970 trở đi bắt đầu có các đồng hồ có thêm các chức năng kiểm tra linh kiện như kiểm tra bóng bán dẫn (transistor, diode), đo điện dung tụ điện C, đo tần số tín hiệu f,...

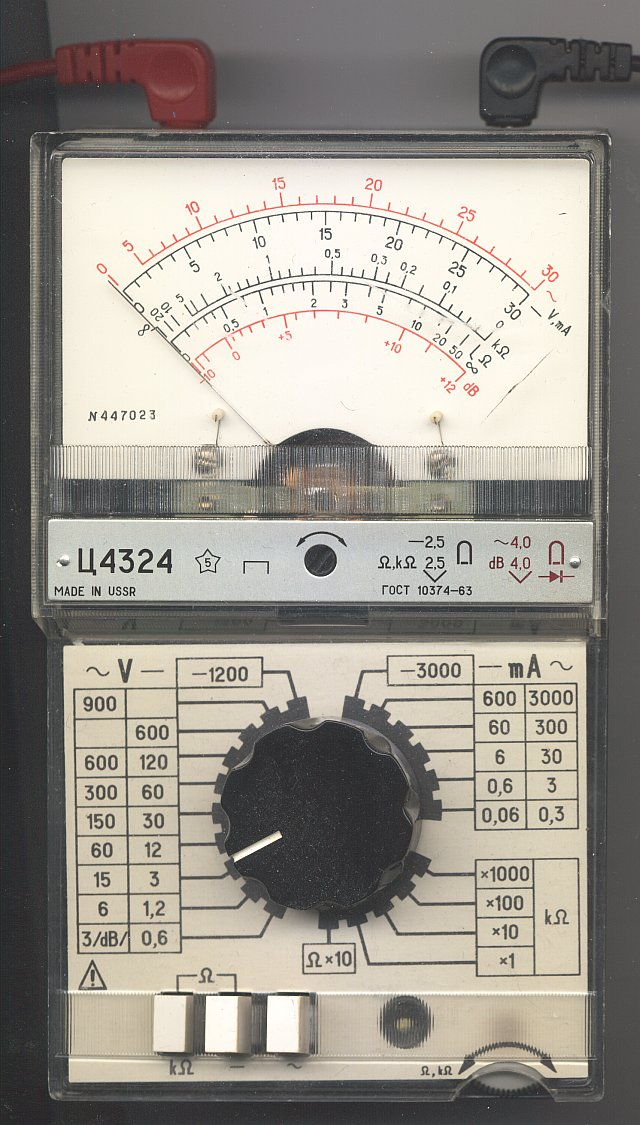
Vạn năng kế tương tự Ц4324 của Liên Xô

Bên trong đồng hồ vạn năng tương tự

## Đồng hồ vạn năng hiện số
Đồng hồ vạn năng điện tử, còn gọi là vạn năng kế điện tử là một đồng hồ vạn năng sử dụng các linh kiện điện tử chủ động, và do đó cần có nguồn điện như pin. Đây là loại thông dụng nhất hiện nay cho những người làm công tác kiểm tra điện và điện tử. Kết quả của phép đo thường được hiển thị trên một màn hình tinh thể lỏng nên đồng hồ còn được gọi là "đồng hồ vạn năng điện tử hiện số".
Việc lựa chọn các đơn vị đo, thang đo hay vi chỉnh thường được tiến hành bằng các nút bấm, hay một công tắc xoay, có nhiều nấc, và việc cắm dây nối kim đo vào đúng các lỗ. Nhiều vạn năng kế hiện đại có thể tự động chọn thang đo.
Vạn năng kế điện tử còn có thể có thêm các chức năng sau:
1. Kiểm tra nối mạch: máy kêu "bíp" khi điện trở giữa 2 đầu đo (gần) bằng 0.
2. Hiển thị số thay cho kim chỉ trên thước.
3. Thêm các khuếch đại điện tử để đo hiệu điện thế hay cường độ dòng điện nhỏ khi điện trở lớn.
4. Đo độ tự cảm của cuộn cảm và điện dung của tụ điện, có ích khi kiểm tra và lắp đặt mạch điện.
5. Kiểm tra diode và transistor, có ích cho sửa chữa mạch điện.
6. Hỗ trợ cho đo nhiệt độ bằng cặp nhiệt.
7. Đo tần số trung bình, khuếch đại âm thanh, để điều chỉnh mạch điện của radio. Nó cho phép nghe tín hiệu thay cho nhìn thấy tín hiệu (như trong dao động kế).
8. Dao động kế cho tần số thấp, có ở các vạn năng kế có giao tiếp với máy tính.
9. Bộ kiểm tra điện thoại.
10. Bộ kiểm tra mạch điện ô-tô.
11. Lưu giữ số liệu đo đạc (ví dụ của hiệu điện thế).

## Công dụng của đồng hồ vạn năng
Đồng hồ vạn năng được ứng dụng rộng rãi, thiết bị được sử dụng để đo lường và kiểm tra chỉ số của các linh kiện, sản phẩm điện và điện tử hay hệ thống điện… Đồng hồ có khả năng tìm ra các vị trí bị hỏng hóc một cách chính xác để kịp thời sửa chữa, thay thế. Sau đây là những công dụng chính của đồng hồ vạn năng:

### Kiểm tra pin
Bằng chức năng co điện áp một chiều, đồng hồ đo đa năng có thể kiểm tra pin, nắm được mức dung lượng của pin. Nhờ đó người có thể biết khi nào cần nạp hoặc thay pin mới cho các thiết bị điện tử. 

### Kiểm tra mạch điện
Chức năng đo thông mạch của đồng hồ đa năng giúp kiểm tra các dây điện ngầm xem có bị đứt hoặc bị hỏng ở vị trí nào hay không, hỗ trợ tốt cho quá trình kiểm tra và sửa chữa hệ thống dây điện ngầm, ẩn trong tường hay đường ống. 

### Công dụng kiểm tra tình trạng của linh kiện
Người dùng có thể sử dụng đồng hồ đo điện đa năng để kiểm tra tình trạng hỏng hóc của các linh kiện. Từ đó, biết được linh kiện có thể hoạt động bình thường hay không để sớm đưa ra giải pháp khắc phục. 

### Công dụng kiểm tra đầu ra của các thiết bị
Đồng hồ vạn năng còn có khả năng kiểm tra được đầu ra của các thiết bị điện, máy móc. Đặc biệt, với các thiết bị bị mất nhãn khó nắm được nguồn điện cấp đầu ra là bao nhiêu để dùng đúng cho các thiết bị khác. Lúc này, bạn cần sử dụng đồng hồ đo điện vạn năng với thang đo điện áp để đo đầu ra của thiết bị cung cấp điện. Như vậy sẽ đảm bảo các thiết bị sử dụng đúng nguồn điện tránh trường hợp bị cháy nổ hoặc hoạt động yếu do dùng nguồn áp cao hoặc thấp hơn. 

### Đồng hồ đa năng giúp sửa chữa các thiết bị điện tử
Sở hữu nhiều tính năng như đo điện áp, đo dòng điện, đo thông mạch… nên đồng hồ vạn năng chính là “trợ thủ đắc lực” của các kỹ sư điện, thợ sửa chữa trong công tác kiểm tra, bảo dưỡng, phát hiện các lỗi hỏng của thiết bị điện tử.

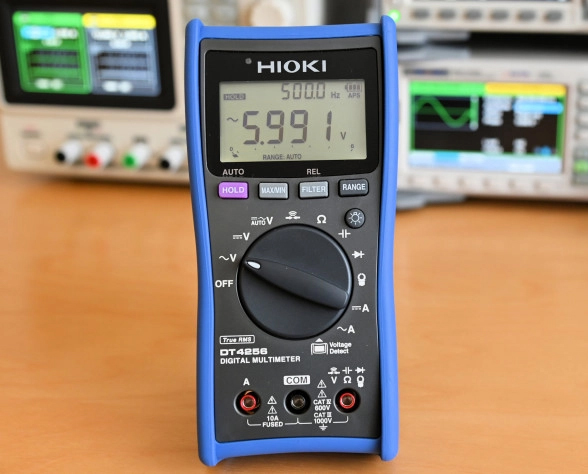
Đồng hồ vạn năng, thiết bị đo điện đo năng Hioki DT4256

## Đồng hồ vạn năng tương tự
Đồng hồ vạn năng tương tự xử lý tín hiệu dạng tương tự, và hiển thị bằng Gavanô kế có kim chỉ. Loại này ra đời trước và nay đã bị thay thể dần bởi vạn năng kế điện tử.
Bộ phận chính của nó là một Gavanô kế, nối với các linh kiện và có thể có khuếch đại. Nó thường chỉ thực hiện đo các đại lượng điện học cơ bản là cường độ dòng điện, hiệu điện thế và điện trở. Hiển thị kết quả đo được thực hiện bằng kim chỉ trên một thước hình cung. Loại này có thể không cần nguồn điện nuôi khi hoạt động trong chế độ đo cường độ dòng điện và hiệu điện thế.